# The Underground Youth
The Underground Youth ist eine britische Post-Punk-Band aus Manchester/Berlin.

## Geschichte
The Underground Youth wurde 2008 von Craig Dyer gegründet. Seine Musik veröffentlichte er ab 2009 im Internet. Die ersten Alben waren kostenlos über den Online-Musikdienst Bandcamp zu beziehen. Zudem unterlegte er Filmszenen (Permanent Vacation, Persona, Vinyl u. a.) mit seiner Musik und lud diese Videos auf YouTube hoch. Dies stieß auf reges Interesse, wodurch The Underground Youth eine weltweite Fanbase gewann. Die Band tat sich erst mit dem Indie-Label Flower Power Records zusammen und wechselte ab dem Album The Perfect Enemy for God auf Fuzz Club Records.
Dyer sammelte Live-Musiker um sich, um mit seinem Projekt auf Tour gehen zu können, darunter auch seine Ehefrau Olya Dyer. Seit 2012 ist The Underground Youth mehrmals durch Europa getourt. Aufgrund ihres steigenden Bekanntheitsgrades sind die Erstpressungen ihrer frühen LPs vergriffen und wurden neu aufgelegt.
Die Band kommt ursprünglich aus Manchester, lebt aber inzwischen in Berlin. Zwischenzeitlich lebten Craig und Olya Dyer in St. Petersburg.

## Stil
The Underground Youth spielt düsteren Post-Punk mit Anlehnungen aus dem Shoegazing und dem Psychedelic Rock. Häufig überwiegt eine monotone Grundstimmung, getragen von eingängigen Melodien, die mitunter zu einer Wall of Sound ausarten. Die Lieder kommen ohne Refrains aus, um allein mit der musikalischen Atmosphäre die Texte zu verstärken.
Während die ersten beiden Alben Morally Barren und Voltage noch im Lo-Fi-Psychedelic-Stil gehalten sind, begründen die Alben Mademoiselle und Sadovaya den Sound der Band.
Die Band verwendet nicht nur die Musik als Ausdrucksmedium, sondern setzt bewusst auch andere Medien ein, um Gefühle zu vermitteln. Neben den Referenzen von Idolen in Videoclips und auf Plattencovern wurden seit 2010 auch zunehmend eigene Clips und Bilder von Dyer und seinem Umfeld produziert. Insbesondere das Album A Lo-Fi Cinematic Landscape verdeutlicht die enge Verbindung, die Dyer zwischen Musik und Film sieht.
Neben Musikern wie Bob Dylan, The Brian Jonestown Massacre und The Jesus and Mary Chain und dem Film nennt Dyer auch die russische Literatur als großen Einfluss auf seine Musik.

## Diskografie

### Studioalben
- 2009: Morally Barren
- 2009: Voltage
- 2010: Mademoiselle
- 2010: Sadovaya
- 2011: Delirium
- 2011: Low Slow Needle
- 2013: The Perfect Enemy for God
- 2015: A Lo-Fi Cinematic Landscape
- 2015: Haunted
- 2017: What Kind of Dystopian Hellhole Is This?
- 2019: Montage Images of Lust & Fear
- 2021: The Falling
- 2023: Nostalgia’s Glass

### Kooperationen
- 2023: Friends in Noise (mit Black Market Karma)